# Leonardo Lopasso
Leonardo Lopasso (Bari, 29 febbraio 1972) è un ex pallamanista e allenatore di pallamano italiano, di ruolo portiere, preparatore dei portieri della Pallamano Conversano 1973 e della Nazionale di pallamano maschile dell'Italia.

## Carriera

### Giocatore
Ha vinto due scudetti e una Coppa Italia con il Conversano.
Ha vinto nel 1997 una medaglia d'argento ai XIII Giochi del Mediterraneo con la nazionale italiana, con la quale ha collezionato 56 presenze.

### Allenatore
Dal 2015 è preparatore dei portieri della sua ex squadra del Conversano.
Per la stagione 2019-2020 è stato preparatore dei portieri del Fidelis Andria
Dal 2019 è membro dello staff della Nazionale maggiore. 
Da gennaio 2020 entra a far parte dello staff tecnico della Nazionale Under20

## Palmarès
- Campionato italiano di pallamano maschile: 2

2002-03,  2003-04
- Coppa Italia: 1

2002-03